# Демидівка (Борисовський район)
Демидівка (біл. вёска Дзямідаўка) — село в складі Борисовського району Мінської області, Білорусь. Село підпорядковане Пригородницькій сільській раді, розташоване в північно-східній частині області.